# Contract for difference
Jako contract for difference (CFD) se ve finančnictví označuje smlouva mezi dvěma stranami, „kupujícím“ a „prodávajícím“, která přikazuje prodávajícímu zaplatit kupujícímu rozdíl mezi aktuální hodnotou aktiva a jeho hodnotou k okamžiku uzavření smlouvy. Je-li tento rozdíl záporný, platí místo toho kupující prodávajícímu. CFD jsou finanční deriváty, které umožňují investorům těžit z nárůstu (dlouhá pozice) nebo poklesu (krátká pozice) cen podkladových finančních instrumentů a často se používají ke spekulaci na tyto ceny.
Například v případě akcií se jedná o derivát, který umožňuje spekulovat na pohyby cen těchto akcií, aniž by obchodník musel podkladové akcie sám vlastnit.
CFD jsou v současnosti k dispozici ve Spojeném království, Nizozemsku, Polsku, Česku, Portugalsku, Německu, Švýcarsku, Itálii, Singapuru, Jihoafrické republice, Austrálii, Kanadě, na Novém Zélandu, ve Švédsku, Norsku, Francii, Irsku, Japonsku a Španělsku. Na některých trzích, například v Hongkongu, se uvedení CFD plánuje v blízké době.[kdy?]
CFD nejsou povoleny ve Spojených státech, vzhledem k restrikcím komise USSEC pro OTC Finanční instrumenty.

## Obchodování
CFD se obchodují mezi jednotlivými obchodníky a poskytovateli CFD. Pro CFD neexistují standardní smluvní podmínky, každý poskytovatel může používat své vlastní, nicméně podstatná část je společná.
CFD začíná otevřením obchodu s určitým instrumentem mezi obchodníkem a poskytovatelem. Tím se vytvoří (otevře) „pozice“ na tomto instrumentu. Pozice obecně nemá expiraci, proto se zavírá zpětným obchodem. V okamžiku zavření dojde k vyrovnání (platbě) mezi smluvními stranami, čímž se realizuje zisk nebo ztráta. Poskytovatel může za obchodování nebo za otevřené pozice inkasovat různé poplatky. Mezi ně patří rozpětí nákup-prodej, provize, noční poplatky nebo poplatky za správu účtu.
Přestože CFD neexpirují, jakékoli pozice ponechané přes noc mohou být zúčtovány. To znamená, že jsou realizovány zisky a ztráty (ve prospěch, resp. na vrub účtu klienta) a inkasují se poplatky. Pozice se poté přenese do následujícího dne. Normou je, že tento proces probíhá ve 22 hodin britského času.
CFD se obchodují na marži, obchodník musí po celou dobu otevřené pozice udržovat určenou minimální úroveň marže. Typickou vlastností obchodování s CFD je, že zisk/ztráta a požadovaná marže se vypočítávají průběžně v reálném čase a obchodník je vidí na obrazovce. Poklesne-li množství dostupných prostředků uložených u poskytovatele CFD pod minimální úroveň marže, může poskytovatel požadovat jejich doplnění, jinak otevřené pozice zlikviduje.

### Marže
Investoři musí u CFD udržovat určitou marži definovanou poskytovatelem nebo tvůrcem trhu (obvykle 0,5 až 30 %). Výhodou pro investory je, že nemusí vydávat celou hodnotu CFD pozice. Zisk či ztráta se tak násobí. Na druhou stranu, pákový efekt (viz dále) u volatilních CFD může vystavovat kupce riziku rychlé ztráty významného množství prostředků.
CFD umožňují krátké i dlouhé pozice pomocí marže. Existují dva typy marže:
1. počáteční marže – (obvykle 3 až 30 % u akcií a 0,5 až 1 % u indexů, měn a komodit)
2. variační marže

Počáteční marže je stanovena pevně podle podkladového instrumentu a celkového rizika na trhu v daném čase. Například během 11. září 2001 a krátce poté vyskočily počáteční marže velmi vysoko, vzhledem k velké volatilitě světových trhů.
Mnohdy se počáteční marže vztahuje ke vkladu. Například pro likvidní akcie s velkou tržní kapitalizací (kupř. Vodafone) je počáteční marže okolo 3 %, v závislosti na makléři a bonitě klienta může být i nižší. Ovšem u málo kapitalizované a méně likvidní akcie je marže 10 % a více.
Variační marže se použije u pozic, které se pohybují proti klientovi. Pokud například koupí 1000 akcií za 100 pencí a cena klesne na 90 pencí, makléř odečte z klientova účtu 100 liber variační marže (1000 akcií x -10 pencí). Toto vše se děje v reálném čase, variační marže je určována trhem. Obráceně, pokud cena akcie stoupne o 10 pencí, makléř klientovi 100 liber přičte.
Variační marže tedy může mít záporný nebo kladný účinek na finanční bilanci klienta. Počáteční marže se však vždy odečítá z jeho účtu a vrací se po uzavření pozice.

### Finanční pákový efekt
Jednou z výhod (ale i rizik) obchodování s CFD je využití pákového efektu. Ten znamená, že pomocí malého množství peněz se „pákou“ ovládá násobně větší ekvivalent aktiv. Nízká marže u CFD znamená, že pro velké pozice je třeba jen malé množství peněz.

## Výhody obchodování s CFD
- Možnost spekulace jak na růst, tak i na pokles ceny podkladového aktiva
- Široká škála instrumentů k obchodování
- Obchodování na mezinárodních akciových a komoditních trzích i s malým kapitálem
- Minimalizace kurzového rizika
- Dividendy (za předpokladu, že podkladové aktivum jsou akcie)
- využití finanční páky – umožňuje znásobit zisky a ztráty z obchodu

## Rizika

### Tržní riziko
Hlavním rizikem CFD je riziko tržní. U CFD se platí rozdíl mezi cenou podkladového instrumentu při otevírání a uzavírání pozice. Pákovým efektem se riziko výrazně zvyšuje. Při pohybu trhu proti klientovi tento může zaznamenat velmi vysoké ztráty.

### Likvidační riziko
Při pohybu ceny otevřené pozice proti klientovi je nutno udržovat variační marži na určené úrovni. Poskytovatel může požadovat doplnění vkladu, při rychlém pohybu tržní ceny může být časový prostor jen velmi malý. Pokud nejsou prostředky včas doplněny, poskytovatel může zavřít/zlikvidovat otevřené pozice, což způsobí okamžité ztráty na úkor klienta.

### Riziko poskytovatele
Další riziko se váže k poskytovateli a je podobné u většiny OTC derivátů. Souvisí s finanční stabilitou a solventností poskytovatelů CFD. Pokud poskytovatel nedisponuje dostatečnými finančními prostředky, může být reálná hodnota CFD výrazně snížena (případně nulová), bez ohledu na cenu podkladového instrumentu. To znamená, že může investor utrpět těžké ztráty i v případě, že se cena podkladových instrumentů pohybuje požadovaným směrem. Poskytovatelé ovšem musí vést majetek klientů odděleně, pro případ vlastní insolvence.